# إدوين لافيفر
إدوين لافيفر (بالإنجليزية: Edwin Lefèvre)‏ هو صحفي أمريكي اشتهر بكتاباته عن بورصة وول ستريت، ومن أشهر أعمالة رواية مذكرات مضارب